# Acoryphella agilis
Acoryphella agilis is een rechtvleugelig insect uit de familie veldsprinkhanen (Acrididae). De wetenschappelijke naam van deze soort is voor het eerst geldig gepubliceerd in 1984 door Baccetti.
1. ↑  (en) Acoryphella agilis op de IUCN Red List of Threatened Species.